# Борис Вапенски
Борис Вапенски (Нови Сад, 9. октобар 1990) је српски ватерполиста. Тренутно је члан Егера. Са репрезентацијом Србије освојио је сениорском бронзану медаљу на Европском првенству 2010. у Загребу.

## Клупски трофеји
- Првенство Србије 2012/13. и 2013/14. -  Шампион са Црвеном звездом
- Куп Србије 2012/13. и 2013/14. Победник са Црвеном звездом
- Евролига 2012/13. -  Шампион са Црвеном звездом
- Супер куп Европе 2013. - Шампион са Црвеном звездом